# Mándok
Mándok è una città di 4.552 abitanti situata nella contea di Szabolcs-Szatmár-Bereg, nell'Ungheria nord-orientale.